# ピストル (黒夢の曲)
「ピストル」は、日本のロックバンド、黒夢の7枚目のシングル。

## 概要
TBS「COUNT DOWN TV」エンディング曲。
『FAKE STAR〜I'M JUST A JAPANESE FAKE ROCKER〜』の先行シングルとして発売。
カップリング「Walkin' on the edge」には東芝EMIへの批判・抗議の意思が込められていると、雑誌インタビューで語られている。
オリコンチャート4位を記録。

## 収録曲
| 全作詞: 清春、全編曲: 黒夢, 是永巧一。 |                                    |      |      |      |
| #                                      | タイトル                           | 作詞 | 作曲 | 時間 |
| 1.                                     | 「ピストル」                       | 清春 | 清春 | 4:42 |
| 2.                                     | 「Walkin' on the edge」            | 清春 | 人時 | 2:58 |
| 3.                                     | 「ピストル original instrumental」 | 清春 | 清春 | 4:41 |

## カバー
- 2011年、NICOTINE (トリビュートアルバム『FUCK THE BORDER LINE』に収録、全英詩でのカバー)[2]